# Lions Clubs International
Lions Clubs International – filantropijna organizacja pozarządowa, skupiająca swych członków na zasadzie wolontariatu. Ponieważ skupia ponad 1,4 miliona ludzi i 45 tys. klubów we wszystkich krajach na świecie jest największą tego typu organizacją na świecie. Siedziba międzynarodowa mieści się w Oak Brook w Illinois.
Organizacja założona w Stanach Zjednoczonych w 1917 przez Melvina Jonesa, pierwszy klub poza granicami USA powstał 12 marca 1920 w Kanadzie (Windsor w Ontario).
Na kontynencie europejskim pierwszy klub powstał w Szwecji tuż po II wojnie światowej, a w następnych latach Kluby Lions działały już we wszystkich zachodnich państwach Europy.
W Polsce możliwość powstania i działania organizacji pojawiła się dopiero po przemianach 1989 roku. I od razu powstały pierwsze kluby w Poznaniu, Warszawie i Gdańsku.
Organizacja działa w 202 krajach. Ponad 1,3 mln jej członków – Lionów – zrzeszonych w ok. 44,5 tysiąca Klubów Lions niesie wsparcie najbardziej potrzebującym na wszystkich kontynentach. Wartość tego wsparcia przekracza 500 mln USD rocznie.
W Polsce organizacja liczy ok. 1200 członków, działających w 55 klubach w różnych rejonach kraju.
Młodzieżowym programem Lions Club International jest Leo Clubs.